# El Rodeo (Córdoba)
El Rodeo es una localidad situada en el departamento Tulumba, provincia de Córdoba, Argentina.
Se encuentra en el pK 848 de la ruta nacional 9, a 22 km al norte de San José de la Dormida y en las proximidades del Cerro Colorado (Córdoba).
La principal actividad económica es la agricultura seguida por la ganadería, aunque el turismo y la elaboración de productos regionales como alfajores, dulces caseros y consevas, también tienen cierta relevancia.
Está organizada políticamente como Comuna.
Existen en la localidad un dispensario, un puesto policial y una escuela primaria.

## Población
Cuenta con 207 habitantes (Indec, 2022), lo que representa un incremento del 35% frente a los 134 habitantes (Indec, 2010) del censo anterior.
El censo provincial de población de 2008, que incluye la población rural, había registrado 322 pobladores, un 105,1 % más que en el anterior censo provincial de 1996, cuando tenía 157 moradores, con lo cual constituye una de las localidades que ha crecido a un ritmo más sostenido (8,76% anual).

## Sismicidad
La sismicidad de la región de Córdoba es frecuente y de intensidad baja, y un silencio sísmico de terremotos medios a graves cada 30 años en áreas aleatorias. Sus últimas expresiones se produjeron:
- 22 de septiembre de 1908 (116 años), a las 17.00 UTC-3, con 6,5 Richter, escala de Mercalli VII; ubicación 30°30′0″S 64°30′0″O / -30.50000, -64.50000; profundidad: 100 km; produjo daños en Deán Funes, Cruz del Eje y Soto, provincia de Córdoba, y en el sur de las provincias de Santiago del Estero, La Rioja y Catamarca[4]

- 16 de enero de 1947 (78 años), a las 2.37 UTC-3, con una magnitud aproximadamente de 5,5 en la escala de Richter (terremoto de Córdoba de 1947)[3]

- 28 de marzo de 1955 (70 años), a las 6.20 UTC-3 con 6,9 Richter: además de la gravedad física del fenómeno se unió el desconocimiento absoluto de la población a estos eventos recurrentes (terremoto de Villa Giardino de 1955)

- 7 de septiembre de 2004 (20 años), a las 8.53 UTC-3 con 4,1 Richter

- 25 de diciembre de 2009 (15 años), a las 21.42 UTC-3 con 4,0 Richter